# Grzegorz Wojdon
Grzegorz Wojdon (ur. 1972 w Krakowie) – polski aktor filmowy i teatralny.

## Życiorys
Ukończył technikum budowlane w Krakowie; potem pracował na budowie. Zdał zaocznie na polonistykę. W 1993 roku ukończył L'Art Studio w Krakowie. 6 grudnia 1996 roku zadebiutował na deskach Wrocławskiego Teatru K2. W 1997 roku ukończył studia na PWST we Wrocławiu.
Występował w kabarecie Rafała Kmity. Jest wykładowcą PWST we Wrocławiu oraz Studium Musicalowego przy Teatrze Muzycznym Capitol we Wrocławiu (przedmiot: gra aktorska).

## Filmografia
- 1997: Kochaj i rób co chcesz – kolega Jordana
- 1998–1999: Życie jak poker – Sebastian, syn Balcerów
- 2002: Na dobre i na złe – Michał (odc. 105 Internetowe uczucie)
- 2003: Świat według Kiepskich – kandydat (odc. 145 Ożenek)
- 2004: Świat według Kiepskich – nauczyciel w-f (odc. 172 Plastuś!!!)
- 2005: Komornik – Jasiek Marczak, asystent Lucjana
- 2005: Marco P. i złodzieje rowerów – Marco P.
- 2005: Motór – Rechol
- 2005–2007: Pitbull – Sebastian Kamiśki „Kamikadze” (seria II, odc. 15)
- 2005–2006: Warto kochać – Andrzej Wójcik, brat Alka i Adama
- 2006: Gabriela – Blokers
- 2006: Job, czyli ostatnia szara komórka – „Rudy”
- 2006–2007: Na Wspólnej – Wojciech Latałko
- 2007: Kryminalni  – sanitariusz Dominik Bela (odc. 70 Znajomy głos)
- 2007: Nie panikuj! – Zygi
- 2008: Trzeci oficer – Wiśniewski, policjant z drogówki (odc. 2 Pułapka, odc. 3 Handel ludźmi, odc. 7 Twarzą w twarz)
- 2008: Tysiąc zakazanych krzaków – „Pisuk” Piskorski
- 2009: Mniejsze zło – wolontariusz
- 2009: Dom zły – Jasiak
- 2009: Rajskie klimaty – Andrzej Wójcik, brat Alka i Adama
- 2011: Róża jako Madecki
- 2012: Od pełni do pełni jako Antoś Słowik
- 2012: Obława jako „Szumlas”
- 2013: Sierpniowe niebo. 63 dni chwały jako dowódca
- 2013: Drogówka jako Wąs

## Teatr TV
- 2001: Ballada o Zakaczawiu – 2 role: Lowa Apuchow i „Capablanka”
- 2005: Wschody i zachody miasta – Walenty Mączka, polski robotnik przymusowy
- 2006: Rozmowy z katem – Józef Dusza
- 2007: Oskarżeni. Śmierć sierżanta Karosa (Scena Faktu Teatru Telewizji) – sędzia
- 2008: Golgota wrocławska – sędzia

## Dubbing
- 2002: Kropelka – przygody z wodą – Mrozik
- 2003–2005: Sekretny świat misia Beniamina – Jacek
- 2009: Włatcy móch: Ćmoki, czopki i mondzioły –
  - Zenek,
  - Pan Tseng,
  - Chiński celnik,
  - Antoine
- 2009: 1000 złych uczynków –
  - Baeliasz/Jakub Rogowiecki,
  - Pan Antoni

## Nagrody
- 2006 – OFFskary (Polskie Nagrody Kina Niezależnego) w kategorii Najlepszy Aktor za film Marco P. i złodzieje rowerów